# Аронас
Арона̀с (на гръцки: Αρωνάς) е село в Северна Гърция, в дем Катерини, област Централна Македония.

## География
Селото е разположено на 90 m надморска височина на 7 km западно от град Катерини.

## История
Аронас е новосформирано бежанско селище. За пръв път е регистрирано в 1940 година.
Главната църква на селото е посветена на Свети Илия.
| Година    | 1913 | 1920 | 1928 | 1940 | 1951 | 1961 | 1971 | 1981 | 1991 | 2001 | 2011 | 2021 |
| --------- | ---- | ---- | ---- | ---- | ---- | ---- | ---- | ---- | ---- | ---- | ---- | ---- |
| Население |      |      |      | 390  | 339  | 582  | 408  | 412  | 342  | 388  | 324  | 292  |